# Берг, Александр (медик)
Александр Берг (нем. Alexander Berg, 18 февраля 1911— не ранее 2007) — немецкий медик, историк медицины, гауптштурмфюрер СС, руководящий сотрудник Аненербе.

## Биография
О жизни Берга существуют отрывочные сведения. В 1935 г. защитил кандидатскую диссертацию по гомеопатии в Берлине. C 1938 г. ассистент в Берлинском институте истории медицины. Выдвинулся благодаря своей деятельности в национал-социалистическом движении. Помимо истории медицины занимался расологическими и евгеническими сюжетами.
Деятельность Берга в области изучения гомеопатии привлекла внимание рейхсфюрера СС Гиммлера, известного своим интересом к нетрадиционной медицине. Уже в 1938 г. Бергу был передан отдел народной медицины Аненербе, призванный не столько изучать целебные травы, сколько выработать доказательство нацистской теории о превосходстве традиционного германско-арийского лечения природными средствами. Тем не менее, деятельность отдела быстро сошла на нет (формально он существовал до 1944 г.), а Берг был переведён в войска СС (№ 274.746). В 1942 г. защитил докторскую диссертацию, преподавал в Берлинском университете.
После войны Берг вернулся к прежним занятиям в качестве приглашённого профессора в Гёттингене и в 1963 г. «перезащитил» докторскую диссертацию. В этой связи вскрылась его деятельность в СС и вскоре разразился скандал.
В начале 1980-х гг. жил в Хильдейсхайме на Кайзерштрассе, 26. В 2007 г. был ещё жив.

## Сочинения
- Der Krankheitskomplex der Kolik- und Gebärmutterleiden in Volksmedizin und Medizingeschichte, unter besonderer Berücksichtigung der Volksmedizin in Ostpreussen. Berlin, 1935.
- (mit Gottlieb, Bernward J.) Das Antlitz des Germanischen Arztes in vier Jahrhunderten. Berlin, 1942.
- Zur Geschichte der Strahlentherapie, in: SüdArch 37, 1953.